# Miquel Mulleras
Miquel Mulleras Chalé o Michele Mulleras (Barcelona, 9 de març de 1883 - Barcelona, 1 de maig de 1972) fou un tenor català.

## Biografia
Va néixer al carrer dels Mahonadors de Barcelona, fill de Francesc Mulleras i Pintó, natural de Barcelona, i de Rosa Chalé i Zaragoza, natural de Vinaròs.
La seva carrera va durar més de vint anys. Les primeres notícies de participacions seves com a tenor provenen del 1903 en una participació en el Teatre de les Arts en l'òpera Marina d'Emilio Arrieta, i més tard el 1904 en una participació com a secundari en el cor de repatriats de la sarsuela Gigantes y cabezudos, i ja aleshores se'l qualificava de "l'aplaudit tenor", però s'ha de tenir en compte que es tractava d'un anunci. El 6 de març de 1906 va entrar com a treballar a l'Ajuntament de Barcelona, on va treballar fins a la seva jubilació com a escrivent major. El 1907 va debutar amb La Bohème de Giacomo Puccini al Teatre Tívoli de Barcelona. En 1908, després d'una gira per diverses poblacions del Cantàbric, va signar un contracte per a cantar òpera a València. Pocs mesos més tard la premsa informava de la seva gira per Porto, Lisboa (cantant al Coliseu dos Recreios els any 1909, 1910 i 1911) i Gibraltar. Les seves actuacions a diferents teatres de Barcelona es van sovintejar des de llavors (teatres Còmic, Cercle de Sants, Tívoli, Olympia, Bosc, Victòria, Liceu…). El juliol de 1912 va participar en una sessió musical en honor de la Infanta Isabel de Borbón, celebrada a Sant Cugat del Vallès, cantant amb una jove Conxita Supervia i amb Elvira de Hidalgo.
En 1913 va debutar a Madrid, al Teatro de la Zarzuela, en la companyia d'òpera del Teatre del Bosc de Barcelona, interpretant sense èxit remarcable el paper del Duc de Màntua de l'òpera Rigoletto de Giuseppe Verdi. No obstant això, uns dies més tard sí que va triomfar a l'òpera La Traviata del mateix compositor. Abans d'acabar l'any 1913, el 7 de novembre, va debutar al Gran Teatre del Liceu en el paper de Turiddu de Cavalleria rusticana de Pietro Mascagni, en una carambola de cantants malalts, substituint en aquest paper a Pietro Gubellini. Després de viatjar a Lisboa en una companyia d'òpera l'any 1914, contractada pel Coliseu dos Recreios, que comptava també amb la mezzosoprano barcelonina Dolors Frau, va tornar a Madrid per la temporada d'òpera del Teatre Price l'any següent i l'any 1915 a la temporada d'estiu del Magic Park, en una companyia a la que destacaven les germanes Ofelia Nieto i Ángeles Ottein.
El 19 de febrer de 1916 va cantar de nou al Liceu, interpretant el paper principal de tenor, el tinent Pinkerton, a l'òpera Madama Butterfly de Puccini, només en una única representació. L'endemà aquest paper va ser interpretat per Carlo Broccardi, que era qui inicialment havia de cantar el paper ambdós dies. Mulleras va reeixir en aquest debut. Arribava aleshores d'un important èxit al Teatro Real de Madrid, amb la interpretació de La sonnambula de Vincenzo Bellini. Mesos després tornà a Madrid amb una companyia d'òpera a la qual destacava la cantant Fidela Campiña. El maig de 1917 marxava de nou a Lisboa, contractat pel Coliseu dos Recreios. Després d'intervenir en les festes de Caldes de Montbui l'octubre de 1917 cantant amb Concepció Callao l'òpera La favorita de Gaetano Donizetti, el desembre de 1917 va tornar al Liceu, a interpretar l'òpera Faust de Charles Gounod i Thaïs de Jules Massenet i la següent per a interpretar Hamlet d'Ambroise Thomas
L'any 1922 l'Ajuntament de Barcelona li va concedir una subvenció per ampliar els seus estudis de música per un import de 2.000 pessetes. Va marxar llavors a Itàlia, on va participar en algunes òperes, com ara Pagliacci de Ruggero Leoncavallo al Teatre Virgina Marini de la ciutat d'Alessandria. L'any 1929 va marxa de nou de gira a Itàlia i novament l'any 1931 per a la temporada del Teatre Vittorio Emanuele de Torí. A Itàlila se'l va conèixer pel nom de Michele Mulleras.
Al llarg de la seva carrera va aparèixer amb èxit a diferents teatres d'òpera d'Espanya, Itàlia i Amèrica del Sud. Va compartir sovint papers amb els tenors Hipòlit Lázaro i Bernardo de Muro. Es va retirar de l'escenari del Liceu el 1932 després de cantar Madama Butterfly, la mateixa obra amb la que havia debutat en aquell teatre. En la mateixa temporada havia cantant La Bohème de Puccini, amb Carme Bau Bonaplata i Faust de Gounod, amb la soprano mexicana Margarita Cueto. Va continuar, no obstant, cantant obres escèniques en altres auditoris, a més d'oferir concerts sol o en companyia d'altres cantants.
Durant la guerra civil espanyola va continuar actuant en teatres barcelonins, i un cop acabada el seu nom apareix l'any 1941 en la representació en Les Arenes de Barcelona de l'òpera Tosca de Puccini, cantant amb la soprano Josefina Blanch, amb el cor i l'orquestra del Liceu. A continuació va cantar en la temporada d'òpera del Teatre Victòria i del Teatre Nou. La primavera de 1944 va treballar al Teatre Olímpia (abans anomenat Olympia). L'octubre de 1947 participà en Rigoletto en el Teatre Calderón de Barcelona. Es tracta probablement de la seva última representació escènica, dedicant-se des de llavors només a esporàdics concerts, molts d'ells benèfics.
L'any 1953 fou escollit secretari de la junta directiva de la "Caja de Pensiones para la Vejez e invalidez de Artistas Teatrales de España".

## Enregistraments
- Va fer un enregistrament pel segell Gramófono:[37] números de catàleg W 9-252000 / 9-254500, matrius 19973s / 19971u, amb les àries "Spirto gentil" i "Bell'alba foriera" de La favorita (Donizetti), sota la direcció del mestre Andreu Gelabert i Cano (1873-1939).